# Sergio Martini (escalador)
Sergio Martini (Lizzanella, 29 de julio de 1949) es un alpinista italiano. Fue el octavo hombre en el mundo y el segundo italiano después de Reinhold Messner en escalar las 14 montañas de más de ocho mil metros (ochomiles) en el período comprendido entre 1976 y 2000.
Algunos no consideraban válida su primera ascensión al Lhotse, realizada en 1998 con Fausto De Stefani por lo que Martini hizo un nuevo ascenso a esta cumbre en 2000 para completar definitivamente los catorce ochomiles.